# Oreonympha albolimbata
Oreonympha albolimbata, "västlig bergkolibri", är en fågel i familjen kolibrier.

## Utbredning och systematik
Fågeln förekommer i Anderna i centrala delen av västra Peru (Huancavelica och floden Apurímacs södra avrinningsområde). Den betraktas oftast som underart till bergkolibri (Oreonympha nobilis), men urskiljs sedan 2014 som egen art av Birdlife International, IUCN och Handbook of Birds of the World.

## Status
Den kategoriseras av IUCN som livskraftig.